# ダーラム (オレゴン州)
ダーラム（Durham）は、アメリカ合衆国オレゴン州のワシントン郡にある小さな市。人口は1,400人（2006年推計）。ポートランド都市圏に含まれる。

## 地理
ダーラムは北緯45度23分40秒 西経122度45分31秒 / 北緯45.39444度 西経122.75861度(45.394507, -122.758689)に位置している。
アメリカ合衆国国勢調査局によれば、市の面積は1.1 km²（0.4mi²）で、全てが陸地である。

## 人口動静
2000年国勢調査で、この都市は人口1,382人、528世帯、及び391家族が暮らしている。人口密度は1,212.7/km2 (3,144.3/mi2) である。484.4/km2 (1,255.9/mi2)の平均的な密度に552軒の住宅が建っている。この都市の人種的な構成は白人89.29%、アフリカン・アメリカン0.80%、先住民0.72%、アジア1.66%、太平洋諸島系0.36%、その他の人種3.18%、及び混血3.98%である。人口の7.81%はヒスパニックまたはラテン系である。
528世帯のうち、43.2%が18歳未満の子供と一緒に生活しており、56.8%は夫婦で生活している。14.4%は未婚の女性が世帯主であり、25.8%は結婚していない。18.9%は1人以上の独身の居住者が住んでおり、3.2%は65歳以上で独身である。1世帯の平均人数は2.62人であり、結婚している家庭の場合は、3.01人である。
この都市内の住民は30.9%が18歳未満の未成年、18歳以上24歳以下が6.5%、25歳以上44歳以下が29.6%、45歳以上64歳以下が27.1%、及び65歳以上が5.9%にわたっている。中央値年齢は34歳である。女性100人ごとに対して男性は94.1人である。18歳以上の女性100人ごとに対して男性は87.3人である。
この都市の世帯ごとの平均的な収入は51,806米ドルであり、家族ごとの平均的な収入は64,531米ドルである。男性は59,712米ドルに対して女性は33,750米ドルの平均的な収入がある。この地域の一人当たりの収入 (per capita income) は29,099米ドルである。人口の10.8%及び家族の10.2%の収入は貧困線以下である。全人口のうち18歳未満の14.7%及び65歳以上の13.7%は貧困線以下の生活を送っている。